# Sugskålsvingade fladdermöss
Sugskålsvingade fladdermöss (Thyropteridae) är en familj i ordningen fladdermöss som består av ett enda släkte, Thyroptera, med tre arter. Sugskål finns även hos arten sugskålsfotad fladdermus som lever på Madagaskar men dessa kännetecken uppkom troligen genom konvergent evolution.

## Utbredning
Arterna förekommer i Amerika. Utbredningsområdet sträcker sig från Mexiko till centrala Sydamerika (Bolivia och södra Brasilien).

## Kännetecken
Dessa fladdermöss är jämförelsevis små med en kroppslängd mellan 34 och 52 millimeter samt en vikt mellan 4 och 6 gram. Därtill kommer en lång svans (25 till 33 millimeter) och dess spets står tydlig utanför flygmembranen. Pälsens färg är på ovansidan röd- eller brunaktig och på undersidan ljusare. De har en lång nos och spetsiga trattformiga öron. De saknar bladartiga hudveck vid nosen men har vårtiga utskott som troligen utgör ett sinne.
De är uppkallad efter runda polstrar vid foten och handen som liksom en sugskål hjälper att hålla sig fast vid släta ytor. Med körtlar vid samma ställe producerar de en klibbig vätska som ger ytterligare fast stöd.

## Levnadssätt
Dessa djur lever tillsammans i små grupper av två till nio (i genomsnitt 6) individer. Grupperna består av en eller några få hannar, flera honor och deras ungar. Som viloplats använder gruppen ett ihoprullat blad av en växt från familjen Heliconiaceae eller från banansläktet. På så sätt syns de inte av fiender och de skyddas mot nederbörd. De sover i motsats till de flesta andra fladdermöss med huvudet uppåt och håller sig fast med sina sugskålar. Gruppen byter ofta blad då dessa växtdelar inte är permanent ihoprullade.
Födan utgörs nästan uteslutande av insekter.

## Fortplantning
Honor har förmåga att para sig två gånger per år och det föds en unge åt gången. Ungarna klamrar sig fast i moderns päls och följer med när honan letar efter föda. När vikten utgör hälften av vuxna djurs vikt lämnar ungarna modern.

## Arterna
Arter enligt IUCN:
- Thyroptera devivoi beskrevs så sent som 2006 som art. Fynd är dokumenterad från Guyana och från Brasilien.
- Thyroptera tricolor förekommer från södra Mexiko till Bolivia och Brasilien. Ovansidan är rödbrun och undersidan vitaktig, öronen är svarta.
- Thyroptera discifera skiljer sig från den förstnämnda arten genom den bruna buken och större gulaktiga öron. Den finns från Nicaragua till regionen kring Amazonfloden.
- Thyroptera lavali beskrevs först 1993 och lever i ett mindre område i nordöstra Peru. Den är större och mörkare än de två andra arterna. IUCN listar arten med kunskapsbrist.

Året 2014 beskrevs ytterligare en art:
- Thyroptera wynneae, norra Peru och troligtvis nordvästra Brasilien.